# Staurois natator
Espèce
Synonymes
- Ixalus natator Günther, 1958
- Ixalus granulatus Boettger, 1888

Statut de conservation UICN

 LC  : Préoccupation mineure
Staurois natator est une espèce d'amphibiens de la famille des Ranidae.

## Répartition
Cette espèce est endémique des Philippines. Elle se rencontre sur les îles de Mindanao, de Leyte et de Samar.

## Description

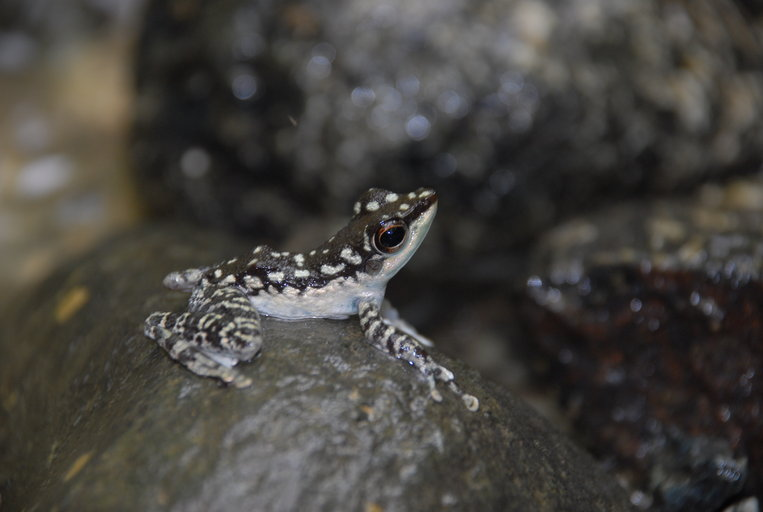

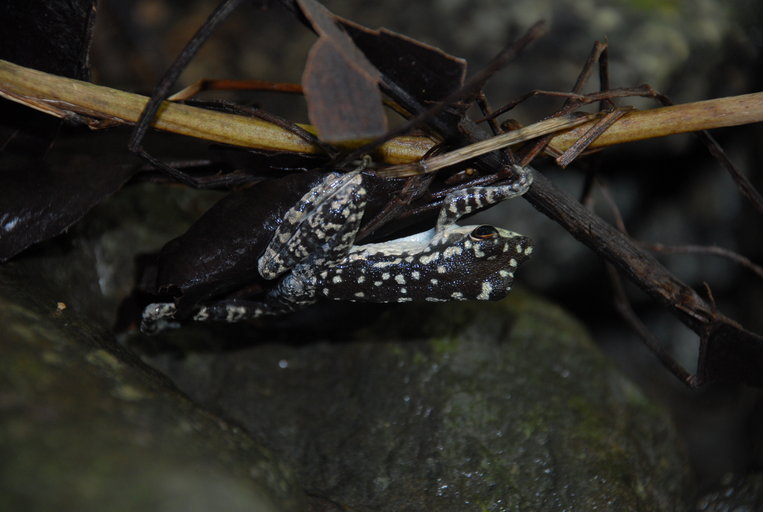

Staurois natator mesure environ 30 pour les mâles et jusqu'à 55 mm pour les femelles.

## Publication originale
- Günther, 1858 : Catalogue of the Batrachia Salientia in the collection of the British Museum (texte intégral).